# Hincksia granulosa
Espèce
Hincksia granulosa est une espèce d'algues brunes de la famille des Acinetosporaceae.

## Taxinomie et appellations
Cette espèce a été décrite scientifiquement pour la première fois par James Edward Smith en 1811 sous l'appellation Conferva granulosa et a été transférée dans le genre Hincksia en 1987 par Paul Claude Silva. Elle a reçu d'autres appellations synonymes: 
- Synonymes homotypiques
  - Ectocarpus granulosus (Smith) C.Agardh 1828
  - Giffordia granulosa (Smith) G.Hamel 1939
- Synonymes hétérotypiques
  - Ectocarpus oviger Harvey 1862
  - Ectocarpus recurvatus Kuckuck 1961
  - Giffordia recurvata Kuckuck ex Cardinal 1964
  - Giffordia oviger (Harvey) Hollenberg & I.A.Abbott 1966
  - Hincksia recurvata (Cardinal) Athanasiadis 1996